# شورتفين باراكودا (فئة غواصة)
تم الكشف عن مشروع الغواصة SMX-Ocean من قبل DCNS (نافال جروب) في معرض يورونافال Euronaval في أكتوبر 2014. وهو مشتق من برنامج الغواصة باراكودا الفرنسية.

وفي 26 أبريل 2016، أعلن رئيس الوزراء الأسترالي مالكولم تورنبول رسمياً -ومن أمام أحواض بناء السفن في أديلايد- أنه سيتم بناء اثني عشر غواصةً من الفئة شورتفين باراكودا في أستراليا لإحلالها محل غواصات الفئة كولينز Collins Class.

## مواصفات
الغرض من مشروع SMX-Ocean هو إحلال غواصات جديدة محل غواصات الفئة الأسترالية Collins Class. وهي واحدة من فئات الغواصات الحالية التي يمكن استخدامها كبديل للغواصات الهجومية النووية (SNA أو SSN) والمتوافقة مع السياسة غير النووية لهذا البلد.

بطول يبلغ 97 متر وارتفاع 15.5 متر وعرض 8.8 متر، يمكن لغواصة المستقبل SMX-Ocean الانطلاق بسرعة 20 عقدة وهي غاطسة، كما يمكنها الغوص لعمق 350 متر، بينما تبلغ إزاحتها وهي طافية على السطح 4750 طن.

وتتيح غواصات مشروع SMX-Ocean تنفيذ مهام متعددة، فتمتاز بقدرات مكافحة الغواصات (بواسطة الطوربيدات والألغام)، والدفاع الجوي (مستخدمة الصواريخ المضادة للطائرات)، وكذلك مكافحة سفن السطح (بالصواريخ المضادة للسفن والألغام، بالإضافة لقدرات الهجوم البري (بواسطة الصواريخ الجوالة «كروز»). كما تقوم غواصات SMX-Ocean بتشغيل روبوتات تحت السطح، ومركبات غير مأهولة “درونات”. ويمثل تكامل الأنابيب العمودية في غواصات المشروع SMX-Ocean -كابتكارًا لم يكن متوفرًا من قبلها في غواصات أخرى مكافئة- قدرات القصف الأرضي بغواصات هذه الفئة.

## المنافسة الدولية
تصدرت قائمة الغواصات المتنافسة دولياً كل من الفئات:

مشروع 677 لادا Projet 677 Lada من مكتب روبين الروسي، كمشروع استبدال الفئة كولينز الأسترالية. ومشروع البحرية السويدية ساب A26 ليحل محل الفئة جوتلاند، والفئة S-80 من (Navantia) الخاصة بالبحرية الاسبانية، وتايب 216 الألمانية (وهي نسخة من تايب 214 أكبر حجماً)، وكذلك الفئة سوريو اليابانية Sōryū Class.

## الفئة شورتفين باراكودا من نافال جروب الفرنسية
وهو نموذج دفع تقليدي يتكون من خلايا وقود ومحرك ديزل-كهرباء يعمل بالدائرة المغلقة (يعمل بشكل كامل بالطاقة اللاهوائية) مصدراً بصمةً صوتية منخفضة. ويتم تنشيط مضخات المياه بانتظام وهو الأمر الضروري لنظام التبريد.

وسيبلغ طول شورتفين باراكودا الأسترالية 97 مترا وستأتي بإزاحة سطحية 4500 طن.

كما أن غواصات هذه الفئة ستكون قادرةً على البقاء في البحر لمدة ثلاثة أشهر أو الإبحار 33000 كم بسرعة 10 عقدة، على أن سرعتها الانتقالية تصل إلى 14 عقدة، ويمكنها الغوص بعمق 300 متر. وستحمل 34 قطعة من الذخائر، بما في ذلك ستة صواريخ كروز يتم إطلاقها عموديا من أنبوبين، فضلا عن المركبات الغير مأهولة «درونات» الغاطسة والجوية. كما ستحمل أيضاً صواريخ مضادة للسفن وصواريخ مضادة للطائرات، علاوةً على الألغام والطوربيدات.
خلال السنة الأولى من تنفيذ المشروع -من 2016 إلى 2017- تم التوقيع على العديد من الالتزامات الحكومية الدولية بين أستراليا وفرنسا، من أجل وضع الشروط وعقود الإنتاج بين البلدين، والشروع في تصميم الغواصات. وهذا يتضمن -على سبيل المثال- وضع قواعد لنقل المهارات التقنية والصناعية. ويستهدف بناء أول غواصة في عام 2021 لتدخل الخدمة في عام 2030، وسيتم إطلاق آخرها في عام 2050 على أن تبحر حتى عام 2085. وكان من المتوقع أن يزداد عدد موظفي DCNS (نافال جروب) في أستراليا من 50 إلى 200 موظف في نهاية عام 2017، ثم تستمر الزيادة في العدد إلى أن تبلغ 2000 موظف، ويزداد عدد العاملين بحوض بناء السفن في شيربورج Cherbourg shipyard إلى 200 موظف بما في ذلك 50 أستراليًا و 10 أمريكيين، وسيصل إلى 500 موظف في عام 2023. وقد وقعت بعض الأحداث، خلال السنة الأولى: منها رحيل الرئيس التنفيذي لشركة DCNS Australia في مارس 2017، والكشف عن وثائق سرية خاصة بغواصات سلاح البحرية الهندي.

## أزمة إلغاء الصفقة الأسترالية

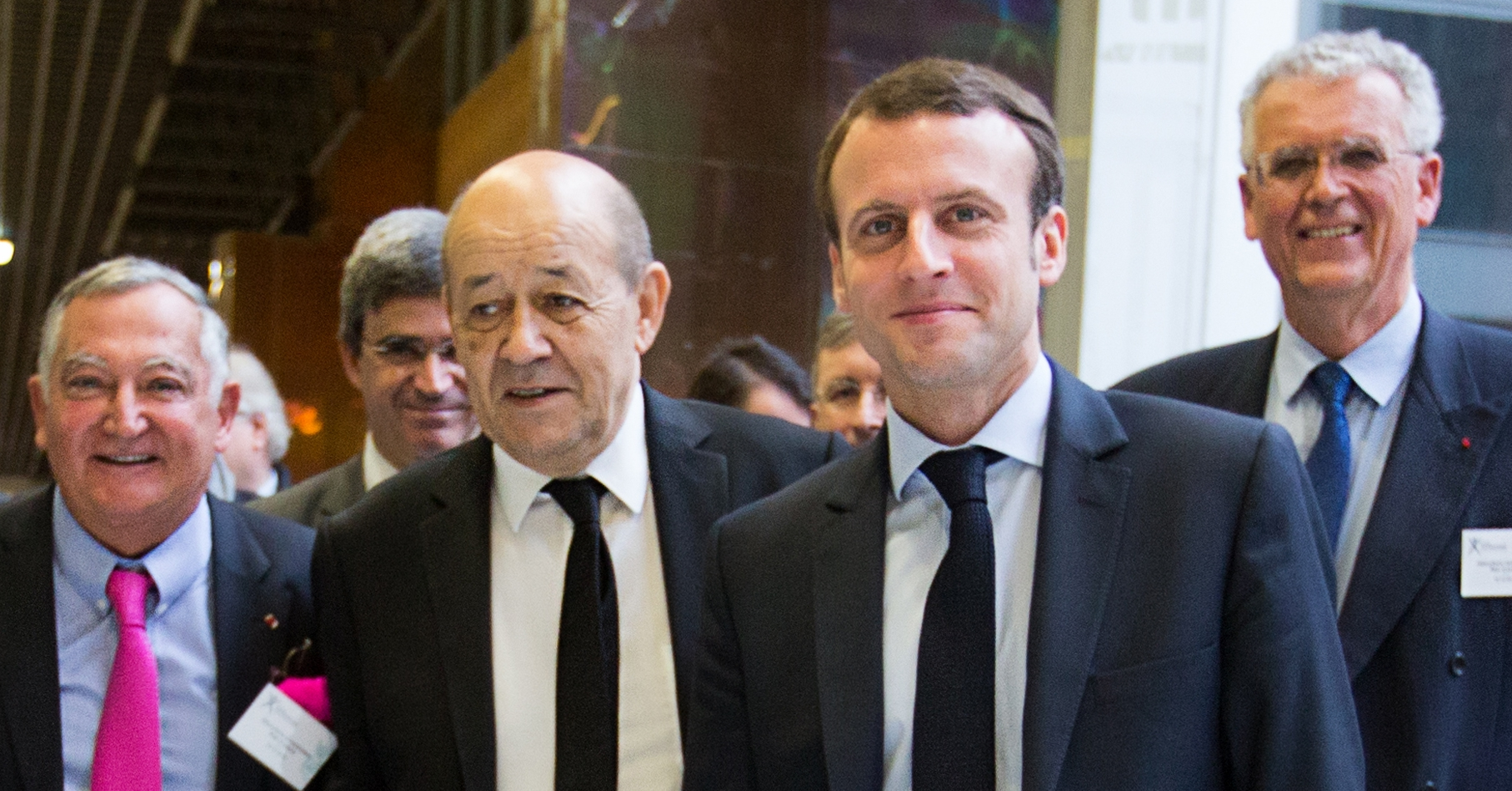
وزير الخارجية الفرنسي لودريان والرئيس ماكرون

في 16 سبتمبر 2021، أعلن رئيس الوزراء الأسترالي سكوت موريسون، إلغاء العقد مع فرنسا عند الإعلان عن الاتفاقية الأمنية أوكوس، والتي بموجبها ستوافق الولايات المتحدة والمملكة المتحدة على مساعدة أستراليا في تطوير ونشر غواصات تعمل بالطاقة النووية بدلاً من الغواصات التقليدية.

انتقدت فرنسا بقوة إعلان أستراليا فسخ العقد الذي وقعته معها في 2016 لشراء غواصات تقليدية، وتحولها لعقد شراكة إستراتيجية مع الولايات المتحدة وبريطانيا. ووصف وزير خارجيتها جان إيف لودريان الإعلان الأسترالي المذكور بـ«طعنة في الظهر»، وكان لودريان هو الذي عمل على التعاقد مع الحكومة الأسترالية عندما كان وزيرا للدفاع.

وتعبيراً عن غضبها، استدعت فرنسا سفيريها بكل من أستراليا والولايات المتحدة على خلفية أزمة «صفقة الغواصات». وصرح لودريان أن القرار تم اتخاذه بناء على طلب من الرئيس إيمانويل ماكرون، وأنه «مبرر بسبب الجدية الاستثنائية لإعلانات» صادرة عن كل من أستراليا والولايات المتحدة.
وأضاف أن إلغاء أستراليا لصفقة كبيرة لشراء غواصات فرنسية تقليدية الدفع، وشراءها -بدلاً منها- غواصات تعمل بوقود نووي مشيدة بتقنية أميركية هو «سلوك غير مقبول».

وقد أعربت أستراليا، عن أسفها لقرار فرنسا استدعاء سفيرها في كانبيرا، وكذلك أعلن البيت الأبيض، عن «أسفه» لاستدعاء فرنسا لسفيرها في الولايات المتحدة بسبب أزمة الغواصات، لكنه صرح بأن واشنطن ستعمل على حل هذا الخلاف الدبلوماسي.